# Compunerea oscilațiilor armonice
În studiul oscilațiilor, compunerea oscilațiilor armonice reprezintă situația când un oscilator armonic participă simultan la două sau mai multe mișcări oscilatorii armonice, mișcarea acestuia fiind compusă, oscilatorul executând o mișcare dată de rezultanta mișcărilor osilatorii armonice individuale.
Expresia matematică a mișcării rezultante se poate determina prin două metode:
- metoda fazorială, în care un fazor reprezintă un vector de modul A, care se rotește cu viteza unghiulară ω0 și la momentul inițial se află orientat sub unghiul φ față de axa Ox.
- metoda trigonometrică, care se bazează pe separarea părții temporale a fazei de partea care conține faza inițială, fapt ce revine la utilizarea formulelor trigonometrice:

{\displaystyle \sin(\alpha \pm \beta )=\sin \alpha \cos \beta \pm \sin \beta \cos \alpha .}

## Compunerea oscilațiilor paralele și de aceeași pulsație
Se consideră două oscilații armonice de forma:
{\displaystyle y_{1}=A_{1}\sin(\omega _{0}t+\phi _{1})}
{\displaystyle y_{2}=A_{2}\sin(\omega _{0}t+\phi _{2}),}
iar oscilația armonică rezultantă: {\displaystyle y=y_{1}+y_{2}\;}   va fi de forma:
{\displaystyle y=A\sin(\omega _{0}t+\phi )}
deci
{\displaystyle A\sin(\omega _{0}t+\phi )=A_{1}\sin(\omega _{0}t+\phi _{1})+A_{2}\sin(\omega _{0}t+\phi _{2}).}
Trebuie determinate amplitudinea A și faza inițială φ a oscilației armonice rezultante.
Utilizând formule trigonometrice, se obține:
{\displaystyle A={\sqrt {A_{1}^{2}+A_{2}^{2}+2A_{1}A_{2}\cos(\phi _{2}-\phi _{1})}}}
{\displaystyle \tan \phi ={\frac {A_{1}\sin \phi _{1}+A_{2}\sin \phi _{2}}{A_{1}\cos \phi _{1}+A_{2}\cos \phi _{2}}}.}
Oscilația armonică rezultantă va avea amplitudinea cuprinsă în intervalul:
{\displaystyle |A_{1}-A_{2}|\leq A\leq A_{1}+A_{2},}
valoarea ei minimă fiind zero dacă amplitudinile oscilațiilor inițiale sunt egale, iar diferența de fază egală cu π (opoziție de fază).

## Compunerea oscilațiilor paralele și de pulsație puțin diferită
Dacă pulsațiile celor două oscilații au o mică diferență, adică:
{\displaystyle \omega _{1}=\omega _{0}}   și   {\displaystyle \omega _{2}=\omega _{0}+\Delta \omega ,}
atunci fazele inițiale ale oscilațiilor individuale sunt (se observă că faza inițială a celei de-a doua oscilații depinde ușor de timp):
{\displaystyle \phi _{1}\to \phi _{1}}   și   {\displaystyle \phi _{2}\to \phi _{2}+\Delta \omega t}
și se poate aplica raționamentul de la cazul anterior:
{\displaystyle A={\sqrt {A_{1}^{2}+A_{2}^{2}+2A_{1}A_{2}\cos(\Delta \omega t+\phi _{2}-\phi _{1})}}.}
În cazul particular, când amplitudinile oscilațiilor inițiale sunt egale {\displaystyle \left(A_{1}=A_{2}\right),} expresia devine:
{\displaystyle A=2A_{1}\cos \left({\frac {\Delta \omega t}{2}}+{\frac {\phi _{2}-\phi _{1}}{2}}\right).}